# Fistulina hepatica
Fistulina hepatica (vulgarmente chamado língua-de-vaca, língua-de-boi ou gasalho) é um invulgar cogumelo-prateleira agárico e comestível, bastante comum no Reino Unido, mas que é também encontrado no resto da Europa e na América do Norte. Como o seu nome comum sugere, assemelha-se bastante a um pedaço de carne crua. Foi em tempos utilizado como substituto da carne, e pode ainda hoje ser encontrado em alguns mercados da França. Tem um sabor amargo e ligeiramente ácido. Pode ser rijo e necessita um tempo de cozedura longo.

## Descrição

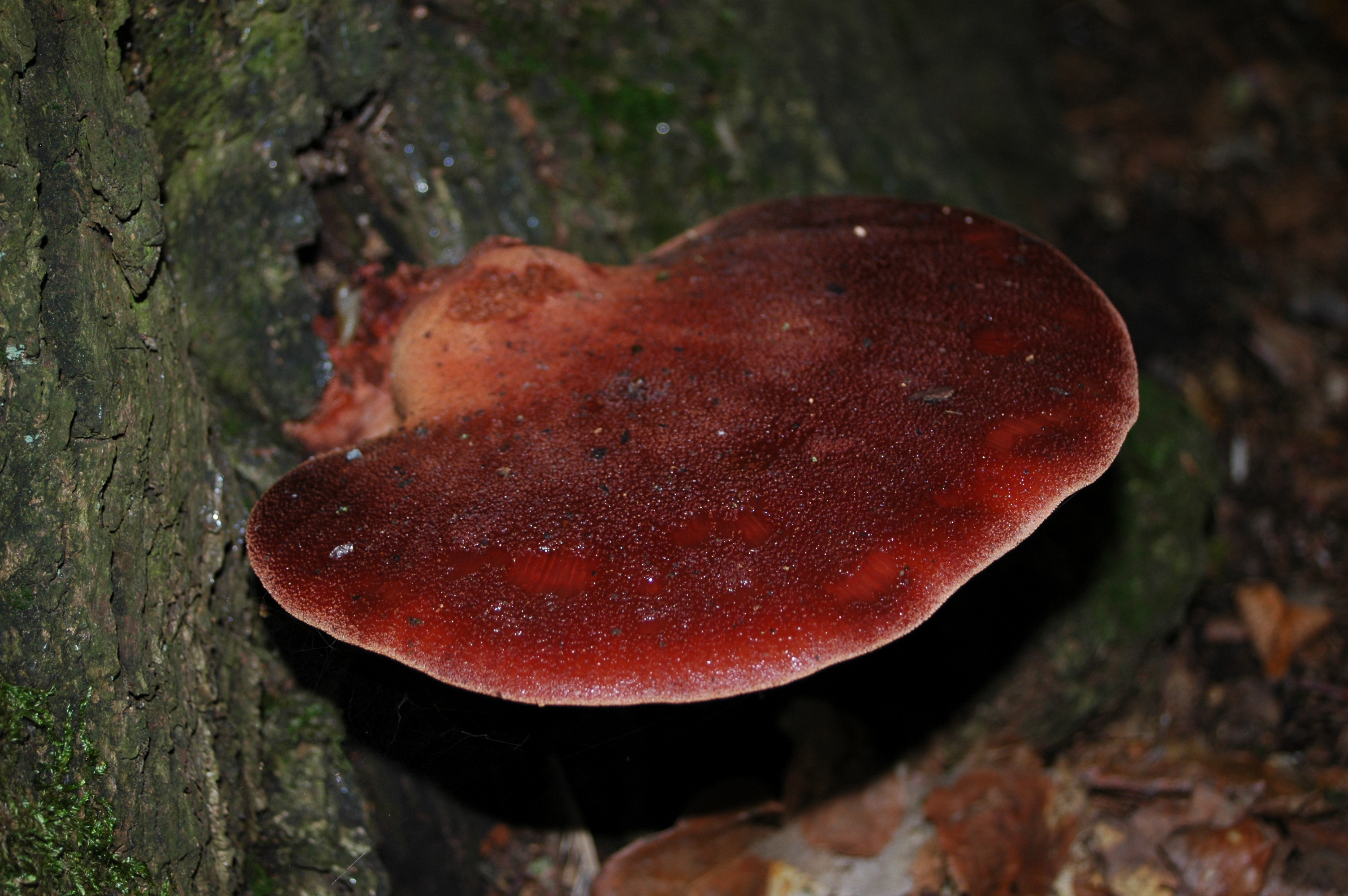
Fistulina hepatica

A forma assemelha-se à de uma grande língua, com superfície rugosa com uma coloração castanho-avermelhada. Os esporos são libertados a partir de poros muito pequenos situados na face inferior do chapéu. Os exemplares mais jovens têm uma coloração rosa-avermelhada, escurecendo com a idade.
Trata-se de uma espécie bastante comum, e pode ser encontrada junto de carvalhos e castanheiros, do início de agosto até ao fim do outono, em madeira viva ou morta. Na Austrália é visto crescendo em feridas de Eucalyptus.